# Przygodziczki
Przygodziczki – wieś w Polsce położona w województwie wielkopolskim, w powiecie ostrowskim, w gminie Przygodzice.

## Historia
Do 1. połowy XIX wieku tereny dzisiejszej wsi były prawie niezamieszkane. Wieś powstała około 1840 roku w wyniku osiedlenia się tam części chłopów z Przygodzic, którzy po uwłaszczeniu w zamian za swoją dotychczasową ziemię otrzymali pola, w wyniku czego powstała wieś Przygodzice Małe. W 1888 roku liczyły one 37 domów i 257 mieszkańców. 
W latach 1975–1998 miejscowość administracyjnie należała do województwa kaliskiego.